# Dicranum himalayanum
Dicranum himalayanum är en bladmossart som beskrevs av Mitten 1859. Dicranum himalayanum ingår i släktet kvastmossor, och familjen Dicranaceae. Inga underarter finns listade i Catalogue of Life.